# 塞瓦伊
塞瓦伊（Sewai），是印度贾坎德邦Hazaribag县的一个城镇。总人口8784（2001年）。

## 人口
该地2001年总人口8784人，其中男性4679人，女性4105人；0—6岁人口1223人，其中男626人，女597人；识字率75.54%，其中男性为82.50%，女性为67.60%。